# Файдюк Олег Олександрович
Оле́г Олекса́ндрович Файдю́к — український військовослужбовець, полковник Збройних сил України. Командир 45 окремої артилерійської бригади імені генерала Мирона Тарнавського Сухопутних військ Збройних Сил України.

## Життєпис
Народився в селищі Пулини на Житомирщині в 1978 році. Дитинство та юність пройшли в Литві, де служив батько.
З 1997 року по 2001 рік навчався у Військовому інституті артилерії в Сумах.
Після випуску, пройшов всі ланки як офіцер-артилерист — командир взводу, старший офіцер на батареї, командир батареї, заступник командира дивізіону, командир дивізіону, начальник штабу бригадної артгрупи, начальник штабу полку, командир полку і на сьогодні — командир артилерійської бригади.
З 2014 року брав участь в АТО у складі 24 омбр як командир дивізіону.
У 2015—2016 роках навчався в Національному університеті оборони України.
У 2019—2021 роках був командиром навчального артилерійського полку, в квітні 2021 року очолив 45 оабр, яка перебувала на кадрованому штаті.

## Нагороди
- орден Богдана Хмельницького I ступеня (26 листопада 2024)[1]
- орден Богдана Хмельницького II ступеня (3 червня 2022) — за особисту мужність і самовіддані дії, виявлені у захисті державного суверенітету та територіальної цілісності України, вірність військовій присязі[2].
- орден Богдана Хмельницького III ступеня (12 травня 2022) — за особисту мужність і самовіддані дії, виявлені у захисті державного суверенітету та територіальної цілісності України, вірність військовій присязі[3].

### Інтерв'ю
- Комбриг 45-ої бригади Олег Файдюк: Нам однозначно треба більше гармат. Українська правда (укр.). 7 лютого 2023. Процитовано 27 квітня 2025.